# ليتل تيتفرد (كامبريدجشير)
ليتل تيتفرد (بالإنجليزية: Little Thetford)‏ هي قرية و أبرشية مدنية تقع في المملكة المتحدة في إنجلترا. يقدر عدد سكانها بـ 792 نسمة .

## المناخ
يظهر الجدول التالي التغييرات المناخية على مدار السنة لليتل تيتفرد:
| البيانات المناخية لـليتل تيتفرد   | البيانات المناخية لـليتل تيتفرد | البيانات المناخية لـليتل تيتفرد | البيانات المناخية لـليتل تيتفرد | البيانات المناخية لـليتل تيتفرد | البيانات المناخية لـليتل تيتفرد | البيانات المناخية لـليتل تيتفرد | البيانات المناخية لـليتل تيتفرد | البيانات المناخية لـليتل تيتفرد | البيانات المناخية لـليتل تيتفرد | البيانات المناخية لـليتل تيتفرد | البيانات المناخية لـليتل تيتفرد | البيانات المناخية لـليتل تيتفرد | البيانات المناخية لـليتل تيتفرد |
| الشهر                             | يناير                           | فبراير                          | مارس                            | أبريل                           | مايو                            | يونيو                           | يوليو                           | أغسطس                           | سبتمبر                          | أكتوبر                          | نوفمبر                          | ديسمبر                          | المعدل السنوي                   |
| --------------------------------- | ------------------------------- | ------------------------------- | ------------------------------- | ------------------------------- | ------------------------------- | ------------------------------- | ------------------------------- | ------------------------------- | ------------------------------- | ------------------------------- | ------------------------------- | ------------------------------- | ------------------------------- |
| متوسط درجة الحرارة الكبرى °ف (°م) | 44.6 (7.0)                      | 45.3 (7.4)                      | 50.4 (10.2)                     | 54.7 (12.6)                     | 61.7 (16.5)                     | 66.9 (19.4)                     | 72.0 (22.2)                     | 72.1 (22.3)                     | 66.0 (18.9)                     | 58.3 (14.6)                     | 49.8 (9.9)                      | 46.0 (7.8)                      | 57.4 (14.1)                     |
| متوسط درجة الحرارة الصغرى °ف (°م) | 34.3 (1.3)                      | 34.0 (1.1)                      | 37.2 (2.9)                      | 39.2 (4.0)                      | 44.1 (6.7)                      | 49.6 (9.8)                      | 53.6 (12.0)                     | 53.4 (11.9)                     | 50.2 (10.1)                     | 44.8 (7.1)                      | 38.7 (3.7)                      | 36.1 (2.3)                      | 43.0 (6.1)                      |
| معدل هطول الأمطار إنش (مم)        | 1.77 (45.0)                     | 1.29 (32.7)                     | 1.63 (41.5)                     | 1.70 (43.1)                     | 1.75 (44.5)                     | 2.12 (53.8)                     | 1.50 (38.2)                     | 1.92 (48.8)                     | 2.01 (51.0)                     | 2.12 (53.8)                     | 2.01 (51.1)                     | 1.97 (50.0)                     | 21.79 (553.5)                   |
| المصدر: Met Office                |                                 |                                 |                                 |                                 |                                 |                                 |                                 |                                 |                                 |                                 |                                 |                                 |                                 |